# Нігар (премія)
Нігар (урду انعام نگار) — щорічна пакистанська кінопремія. Заснована у 1957 році журналом «Нігар». У 2002 році, після 46-ї церемонії нагородження, журнал «Нігар» оголосив про скасування премії через крах кіноіндустрії Пакистану. У 2017 році кінопремія відновлена. 16 березня 2017 року у Карачі відбулася 47-ма церемонія нагородження.

## Номінації
Номінації поділяються на чотири мовні розділи: урду, пушту, пенджабі і сіндхі.
Номінації :
- Найкращий фільм
- Найкращий режисер
- Найкращий сценарій
- Найкращий сценарист
- Найкращий актор
- Найкраща акторка
- Найкращий актор другого плану
- Найкраща акторка другого плану
- Найкраща музика
- Найкращий текст пісні
- Найкращий оператор
- Найкраща співачка
- Найкращий співак
- Найкращий монтаж
- Найкращий художній керівник
- Найкращий звуковий редактор
- Найкращий комік
- Спеціальні нагороди
- Золота медаль за життєвий внесок Іліаса Рашиді